# Camila Bordonaba
Camila Bordonaba Roldán (El Palomar, 4 settembre 1984) è un'attrice, cantante, regista teatrale e modella argentina.

## Biografia
Nasce il 4 settembre 1984 da Juan Carlos Bordonaba e Nora Roldán, rispettivamente; droghiere e podologa. Ha due fratelli più grandi, Rodrigo e Melina. È la madrina di Aurora, figlia di Felipe Colombo.

### Carriera
Ha debuttato nello show televisivo Cantaniños nel 1987.
A otto anni, manifesta il suo desiderio di diventare attrice e convince i genitori ad iscriverla in una scuola di teatro. A dodici anni, nel 1996, venne scelta per il ruolo di Pato in Chiquititas di Cris Morena. Ha inoltre partecipato ai sei album, e anche uno per il suo primo film, Chiquititas: Rincón de luz, adattamento cinematografico del 2001.
Nel 2002 ha interpretato Marizza Pía Spirito in Rebelde Way. Bordonaba e i co-protagonisti Felipe Colombo, Luisana Lopilato e Benjamín Rojas hanno formato il gruppo musicale Erreway. Tutti gli album Señales, Tiempo e Memoria hanno ricevuto un disco di platino e oro. Nel 2004 esce al cinema il film Erreway: 4 caminos. Nel 2004 Luisana Lopilato ha ufficialmente lasciato gli Erreway, poco dopo si sciolsero. Nel 2004 ha recitato nella telenovela Flor - Speciale come te di Cris Morena Group, dove interpreta la sorella di Lorenzo Mónaco, Paloma.
Nel 2006, viene pubblicato in Spagna l'album compilation, El disco de Rebelde Way. Il 19 settembre è stato pubblicato l'album dal vivo Erreway en concierto. Nel 2006 ha avuto un ruolo in ¿Quién es el jefe?, la versione argentina di Casalingo Superpiù, e ha interpretato Sisí in El patrón de la vereda, ha anche partecipato alla colonna sonora della telenovela. Nel 2007 è uscita un'altra compilation, Erreway presenta su caja recopilatoria. Dopo il loro tour, si parlò di un altro album, Vuelvo pubblicato dopo anni nel 2021 A fine 2007 si sciolgono definitivamente.
Nel 2007 e 2008 è stata la co-protagonista in Son de Fierro, dove partecipa alla colonna sonora. Dal 2008 al 2009, ha ottenuto il ruolo di una dei protagonisti nella serie di Pol-ka Producciones Atracción x4, partecipando anche alla colonna sonora. Nel 2010 ha girato un film di genere horror, Penumbra. Nel 2010 Camila e Felipe Colombo hanno formato una band, La Miss Tijuana con l'amico Willie Lorenzo. Su MySpace e Facebook hanno pubblicato la loro prima canzone, Sólo Me Salva Amar, seguita da Vuelvo e Deja que llueva. Il 16 settembre 2011 il gruppo annuncia una sospensione indeterminata.
Dal 2009 vive a Bahía Blanca in una comunità hippie chiamata Arcoyrá, e lavora nel centro culturale El Peladero. Dal 2011 si è ritirata dalla recitazione per viaggiare in Sud America.
A novembre 2024, dopo anni di assenza dai media, è stato annunciato il suo ritorno nel tour Juntos otra vez previsto nel 2025, con gli Erreway.

### Moda
Ha posato per diverse marche di abbigliamento come 47 Street, insieme a Luisana Lopilato Felipe Colombo e Benjamín Rojas. In seguito posa per diverse riviste, come Gente, Caras, Bravo, Cepua, Linda e Bruiula, anche riguardanti le serie in cui ha recitato come Chiquititas o Rebelde Way. Durante le riprese di Rebelde Way ha pubblicizzato insieme agli Erreway le caramelle Bubbalo.

## Vita privata
Ha avuto una relazione con Benjamín Rojas, conosciuto sul set di Chiquititas'.

## Filmografia

### Cinema
- Chiquititas: Rincón de luz, regia di Josè Luis Massa (2001)
- Erreway: 4 caminos, regia di Ezequiel Crupnicoff (2004)
- Penumbra, regia di Adrián García Bogliano (2011)

### Televisione
- Cantaniños – programma TV (1987-1992)
- Chiquititas – serial TV (1996-2001)
- Rebelde Way – serial TV (2002-2003)
- Flor - Speciale come te (Floricienta) – serial TV (2004)
- El patrón de la vereda – serial TV (2005)
- ¿Quién es el jefe? – serie TV (2005)
- Gladiadores de Pompeya – serial TV (2006)
- Son de Fierro – serial TV (2007-2008)
- Atracción x4 – serial TV (2008-2009)

## Discografia

### Con La Miss Tijuana

#### EP
- 2011 - Lluvia

#### Singoli
- 2010 – Sólo me salva amar
- 2010 – Vuelvo
- 2011 – Dejar que llueva
- 2011 – 3 iguanas

### Colonne sonore
- 1987 – Cantaniños La Banda de#Cantaniños
- 1988 – Cantaniños La Banda de#Cantaniños
- 1989 – Cantaniños La Banda de#Cantaniños
- 1990 – Cantaniños La Banda de#Cantaniños
- 1991 – Cantaniños La Banda de#Cantaniños
- 1992 – Cantaniños La Banda de#Cantaniños
- 1996 – Chiquititas vol. 2
- 1997 – Chiquititas vol. 3
- 1998 – Chiquititas vol. 4
- 1999 – Chiquititas vol. 5
- 2000 – Chiquititas vol. 6
- 2001 – Chiquititas vol. 7
- 2001 – Chiquititas: Rincón de luz
- 2005 – El patrón de la vereda
- 2007 – Son de Fierro

## Teatro
- Chiquititas (1997-2001)
- Una noche en el castillo (2011)

## Tournée
- 2002/03 – Tour Señales
- 2003/04 – Tour Nuestro Tiempo
- 2004 – Gira de Despedida de Erreway
- 2006 – Erreway: Gira de España
- 2025 – Juntos otra vez

## Doppiatrici italiane
Nelle versioni in italiano delle opere in cui ha recitato, Camila Bordonaba è stata doppiata da:
- Federica Montanelli in Flor - Speciale come te[20]
- Gea Riva e Perla Liberatori in Rebelde Way[21]